# 札幌市立真駒内中学校
札幌市立真駒内中学校（さっぽろしりつ まこまないちゅうがっこう）は、 札幌市南区真駒内幸町3丁目にある公立中学校。

## 沿革
- 1967年
  - 札幌市立平岸中学校が母体校である。
  - 5月15日 - 校舎建築工事着工（第1期工事）
  - 12月16日 - 開校。初代校長・大沢徳一、生徒数394名
- 1968年
  - 4月8日 - 第1回入学式
  - 9月21日 - 体育館竣工（第2期工事）
  - 10月26日 - 校舎落成記念式・校旗制定
- 1969年3月15日 - 第1回卒業証書授与式（182名卒業）・校歌制定
- 1971年12月25日 - 札幌市立澄川中学校開校に伴い生徒24名移動
- 1972年
  - 7月25日 - 札幌市立真駒内曙中学校開校に伴い生徒391名移動
  - 12月15日 - 開校5周年記念式
- 1976年5月4日 - グランド整地フェンス工事
- 1977年10月22日 - 10周年記念植樹
- 1981年12月9日 - 増築工事完了
- 1982年
  - 1月20日 - 特別支援学級開級式
  - 9月18日 - 植樹作業開始
- 1983年1月13日 - ガス暖房工事完了
- 1987年12月15日 - 開校20周年を祝う集会
- 1990年10月26日 - 日P連ブロック大会
- 1993年11月18日 - コンピュータ室完成
- 1997年11月15日 - 開校30周年記念式典・祝賀会
- 1998年11月10日 - 「心の教室」開設
- 2000年2月10日 - 体育館新築工事完了
- 2026年 - 校舎を桜山小学校内に移転予定

## 教育目標
- わたしたちは、たくましい身体をつくる
- わたしたちは、豊かな心を育てる
- わたしたちは、高い知性を求める

## 校歌・校木
- 校歌 - 作詞・大西久男、作曲・吉田昭夫
- 校木 - 欅（けやき）

## 学校行事
- 4月 - 入学式
- 5月～6月 - 1学年現地学習、2学年宿泊学習、3学年修学旅行
- 7月 - 陸上競技大会
- 10月 - 学校祭
- 11月 - 合唱発表会
- 3月 - 卒業式

## 校区
- 札幌市立真駒内桜山小学校の通学区域
- 札幌市立駒岡小学校の通学区域
- 札幌市立真駒内公園小学校の通学区域の内、真駒内17番地1、88番地、575番地、757 - 759番地、763 - 764番地、827番地、真駒内緑町4丁目
- 札幌市立常盤小学校の通学区域の内、真駒内199番地28から42まで　206番地17から155まで

## 交通
- 札幌市営地下鉄南北線真駒内駅下車、徒歩3分

## 著名な出身者
- 岩田聡（元任天堂社長）
- 大泉洋（俳優、タレント、TEAM NACS）
- 川口卓哉（元サッカー選手）
- 熊谷紗希（女子サッカー選手・なでしこジャパン）
- 高市佳明（NHKアナウンサー）
- 高嶺朋樹（サッカー選手）
- 文月悠光（詩人）
- 山口真由 （弁護士、タレント）
- 山瀬功治 （サッカー選手・日本代表）
- 山瀬幸宏 （サッカー選手）